# Taxe additionnelle spéciale annuelle au profit de la région Île-de-France
Lire en ligne

Lire sur Légifrance

La taxe additionnelle spéciale annuelle au profit de la région Île-de-France (TASA ou TASARIF) est un impôt local direct français instauré en 2015 en Île-de-France afin de financer les investissements en faveur des transports en commun dans la région francilienne.

## Historique
Pour financer la modernisation et l’extension du réseau de transport ferré existant, l'article 77 de la loi de finances pour 2015 a instauré deux taxes : la taxe annuelle sur les surfaces de stationnement (TSS) et la taxe additionnelle spéciale annuelle au profit de la région Île-de-France (TASA). Il s'agit d'une taxe additionnelle à la taxe foncière sur les propriétés bâties (TFPB) et à la cotisation foncière des entreprises (CFE) qui doit contribuer à un peu plus de la moitié des 140 millions d'euros par an de recettes fiscales supplémentaires.
La TASA est codifiée à l'article 1599 quater D du code général des impôts.

## Caractéristiques

### Redevables
La taxe est due par toute personne physique ou morale assujettie à la taxe foncière sur les propriétés bâties (TFPB) ou à la cotisation foncière des entreprises (CFE) dans les communes d'Île-de-France.

### Bénéficiaire
Le produit de la taxe est affecté à la région Île-de-France afin de financer les dépenses d'investissement en faveur des transports en commun

### Produit
Chaque année, le produit à collecter est fixé par une délibération du conseil régional, dans la limite d'un plafond fixé par la loi. Depuis son instauration, le produit est fixé au niveau du plafond, soit 80 millions d'euros.
Les simulations réalisées sur les bases fiscales et produits 2014 montrent que la TASA « conduirait à des taux additionnels moyens de 0,23 % pour la taxe foncière sur les propriétés bâties (produit estimé à 55,7 millions d’euros) et de 0,35 % pour la cotisation foncière des entreprises (produit estimé à 24,3 millions d’euros) ».
Les ménages supporteraient 44 % de la taxe et les entreprises 56 %.
Les départements de Paris et des Hauts-de-Seine paieraient quasiment la moitié de la taxe additionnelle.
| Département       | TASA |
| ----------------- | ---- |
| Paris             | 29 % |
| Hauts-de-Seine    | 19 % |
| Seine-Saint-Denis | 10 % |
| Yvelines          | 10 % |
| Val-de-Marne      | 9 %  |
| Essonne           | 8 %  |
| Seine-et-Marne    | 8 %  |
| Val-d'Oise        | 7 %  |